# Ordonnance royale
Pour les articles homonymes, voir Ordonnance.
Une ordonnance royale est une loi royale applicable dans tout le royaume sous l'Ancien Régime en France (et sous les monarchies constitutionnelles au XIXe siècle), qui se distinguait d'un édit, au moins jusqu'au XVIIe siècle, par son caractère général.
Les ordonnances sont datées du mois et de l'année. Elles sont scellées avec le grand sceau de cire verte.

## Les ordonnances générales

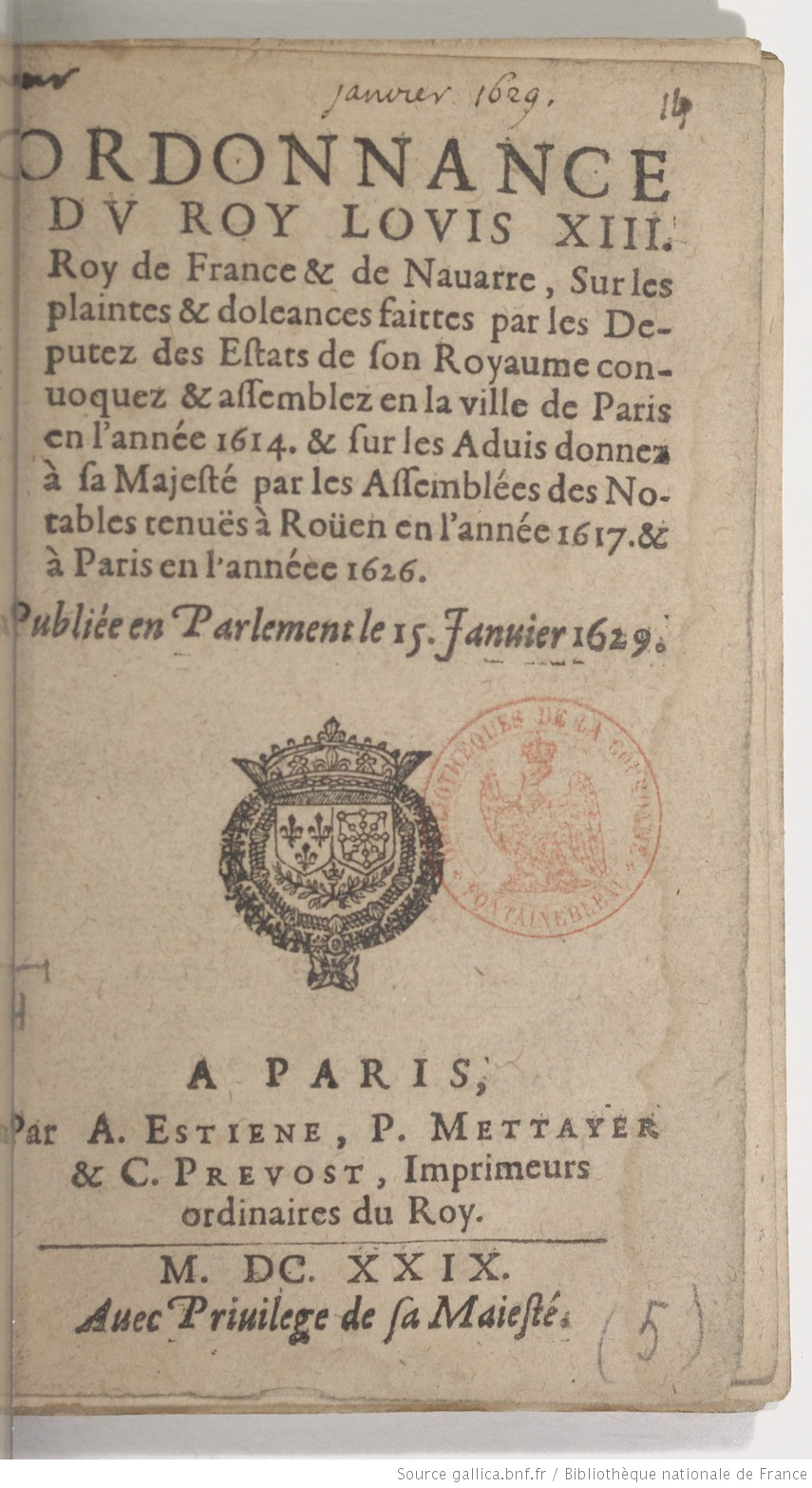
Ordonnance dite Code Michau du 15 janvier 1625.

Au moins jusqu'au début du XVIIe siècle, une ordonnance traite d'un grand nombre de sujets en matière de justice, finances, affaires ecclésiastiques ou universitaires... Tel est le cas des ordonnances suivantes :
- Grande ordonnance de 1357 limitant le pouvoir royal.
- Ordonnance cabochienne de 1413 limitant le pouvoir royal.
- Ordonnance de Montils-lès-Tours en 1454 sur la réformation de la justice (sorte de codification de la procédure, elle définit également les compétences juridictionnelles du Parlement de Paris, l'étendue du domaine royal, les droits relatifs à la royauté, aux pairs de France, aux prélats, etc.)
- Ordonnance de Blois en 1499.
- Ordonnance de Villers-Cotterêts en 1539.
- Roussillon en 1563.
- Moulins en 1566.
- Blois en 1579.
- Code Michau en 1629.

## Les ordonnances plus spécifiques

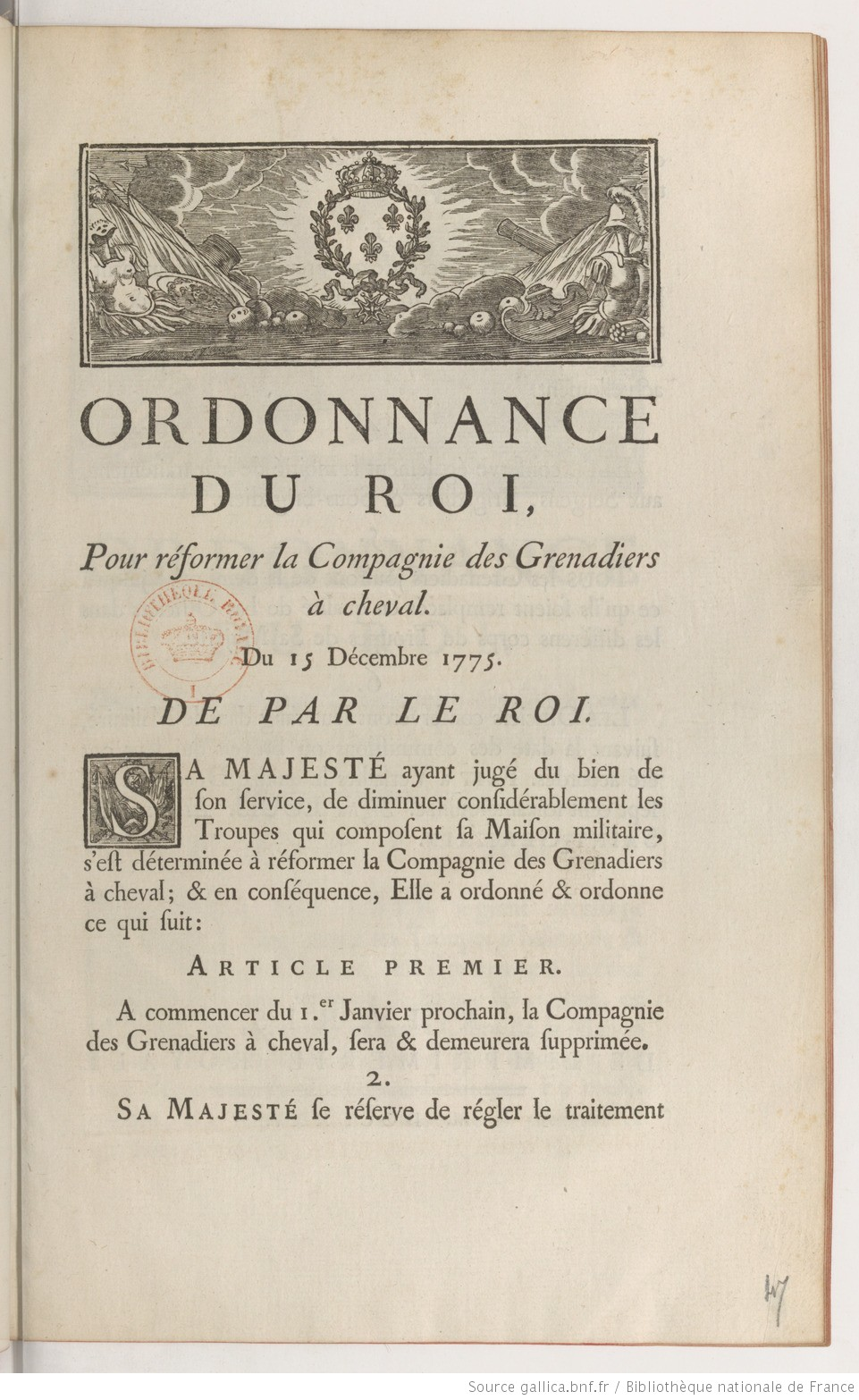
Ordonnance royale du 15 décembre 1775 portant réforme des grenadiers à cheval.

À partir du début du XVIIe siècle, les ordonnances sont le plus souvent réduites à une seule matière :
- Code Louis de 1667.
- Ordonnance sur le fait des Eaux et Forêts de 1669.
- Ordonnance criminelle de 1670 (Code de procédure pénale).
- le Code Savary de 1673.
- sur les traites et les gabelles de 1680[1].
- le Code de la marine de 1681.
- Code noir de 1685.
- Ordonnance de Louis XIV pour les armées navales et arsenaux de marine du 15 avril 1689.
- Ordonnance du 13 décembre 1698 sur l'instruction obligatoire.
- Ordonnance du 19 septembre 1701 portant création de Billets de monnoye

## Ordonnances royales sous la Restauration
- Ordonnance royale du 29 février 1816 de Louis XVIII sur l'instruction primaire.
- Ordonnance du 21 mars 1816 de Louis XVIII portant réorganisation de l'Institut de France.
- Ordonnance royale du 19 mars 1823 portant règlement sur le traitement et les revues de l'Armée de Terre et l'administration intérieure des corps de troupes[2].
- Ordonnance royale du 3 décembre 1823[3]

## Ordonnances royales sous la monarchie de Juillet
- Ordonnance royale du 18 janvier 1835 nommant le nouveau viguier d'Andorre, Lucien Saint-André[4].
- Ordonnance royale du 10 mai 1844 portant règlement sur l'administration et la comptabilité des corps de troupe[5].